# Brimir (Riese)
Brimir (altnordisch Brimir) ist in der nordischen Mythologie eine Bezeichnung für den Vorzeitriesen Ymir. Das Wort könnte auch noch der Name eines anderen Riesen oder der Bierhalle sein, indem sich die Seelen der tapferen Krieger für Ragnarök sammeln.

## Forschung
Diese drei Textstellen sind schwer miteinander vereinbar und ergeben ein wirres Bild.
In der ersten Völuspá-Strophe steht Brimir wohl für den Vorzeit-Riesen Ymir. Die Wendung „aus Brimirs Blut und Blainns Knochen“ scheint darauf anzuspielen, dass die Götter das Meer und die Berge aus Ymirs Blut und Knochen schufen, wie zwei andere Lieder der Lieder-Edda, das Grimnismál und das Vafþrúðnismál, überliefern.
Weil aus Ymirs Blut das Meer entstand, leitet man Brimir entsprechend etymologisch von altnordisch brim, brimi ‚Meer, Brandung‘ her. Der Name wird unter anderem auch als ‚Blutnässe‘ übersetzt.
Die zweite Völuspá-Strophe erweckt jedoch den Eindruck, dass es sich um einen anderen Riesen als Ymir handelt. Ein Riese dieses Namens wäre jedoch nicht bekannt. Snorri Sturluson verstand diese Stelle so, dass Brimir nicht den Riesen, sondern den Namen der Bierhalle meint. Ein Teil der Forschung sieht darin ein Missverständnis Snorri Sturlusons, einem anderen Teil ist die Textstelle in der Völuspá zu unklar, um darüber entscheiden zu können.
Ob es Zusammenhänge zwischen dem Schwertnamen Brimir und dem Riesennamen Brimir gibt, ist nicht bekannt.